# 小指裂蒿
小指裂蒿（学名：Artemisia tridactyla var. minima）为菊科蒿属下的一个变种。